# ドナルド・ゲイリー・ヤング
ドナルド・ゲイリー・ヤング （1949年7月11日 - 2018年5月12日）はアメリカの連鎖販売取引（英語: multi-level marketing、マルチ商法、ネットワークビジネス）の会社で、精油および関連製品を販売するヤングリヴィング社の創業者、社長、元最高経営責任者（CEO）、著作家として知られている。

## 人生
1949年7月11日に アイダホ州サーモンで生まれ、アイダホ州 Challisで育ち、 Challis高校を卒業した。 卒業後、カナダの ホームステッド法（自営農地法）で取得したブリティッシュコロンビアの土地に移住した。 ヤングによると、24歳のとき事故により車椅子での生活を余儀なくされた。 この彼の主張を証明する医療診療記録は存在しない。  リバビリテーションをする中で代替医療に興味を持ち、精油により痛みが和らぐという経験をした。 ヤングはMary Billeterと結婚してヤコブ、ヨーゼフという二人の息子がいる。
2018年5月12日、脳梗塞による合併症のため、ソルトレイクシティにて死去。68歳没。

## 経歴
1982年、ヤングの娘は水中出産中に溺死した。死因は酸素の欠乏によるものだった。 ヤングはそれ以前にも同様の水中出産を計画して健康検査官と検察官から警告を受けていた。州当局はヤングと前妻のDonnaを幼児傷害を行った場合には告訴すると告知していた 1983年、覆面女性警察官がヤングに水中出産を依頼した。 ヤングは水中出産は断ったが、彼女に胎児検診を、がん治療を彼女の母親に施しワシントン州警察に無免許での医療行為により逮捕され、有罪判決を受けた。
ヤングは250ドルの罰金を科され、60日間の執行猶予刑を言い渡され、1年間の執行猶予を受けました。彼はまた、ワシントンで医学の実践に従事しないこと、および他の州の同様のライセンス法に違反しないように命じられました。
ヤングは1986年 Bernadean大学 でナチュロパシー（自然療法）の博士号を取得したとしているが、 Bernadean大学は学位を付与する権限を与えられていない "通信販売制ディプロマミル"と言われる教育機関である。 ヤングは卒業後 American Institute of Phystoregenerologyを卒業したとしていたが、後に創設者および研究所職員が彼の主張を否定し、ヤングも"彼がこの研究所を卒業したことはない"という主張を認めた。
1986年-1987年にはヤングはメキシコのティフアナでRosarita Beach Clinicを経営していた。 このクリニックは郵送による血液分析を行っていた。 ロサンゼルス・タイムズの告発によると、記者がこの診療所に猫や鶏の血液をヒトの血液と称して送ったところ、分析の結果、肝臓等に問題が発見されたとされ在宅デトックスプログラムを勧められた。それらの血液は経験を積んだ血液病理学者には容易にヒトの血液と区別されるものであった。

1989年にヤングはワシントン州スポケーンで植物の栽培を始め、蒸留設備を二つ設置した。 1993年ユタ州のLehiに拠点を置くヤングリヴィングエッセンシャルオイルが設立された。 この会社はアメリカユタ州、フランス、エクアドルに農地を持ち、連鎖取引販売で精油を販売する。 2016年ヤングリヴィングは、2015年の売上高のは1億米ドル超であり が最大の精油会社であるとしている。

## 出版物
ヤングはアロマテラピー、健康、スーパーフード などに関する著者がある:
- (1996)  Aromatherapy: The Essential Beginning[25]
- (1999) he Truth Behind Growth Hormone: Its Promise and Its Peril[26]
- (2000) Pregnenolone, a Radical New Approach to Health, Longevity, and Emotional Well-Being[27]
- (2000) A New Route to Robust Health[28]
- （2001年）An Introduction to Young Living Essential Oils[29]
- (2002年) Essential Oils Integrative Medical Guide: Building Immunity, Increasing Longevity, and Enhancing Mental Performance with Therapeutic–Grade Essential Oils[30]
- (2003年) Raindrop Technique[31]
- (2005年) Discovery of the Ultimate Superfood[32]
- （2012年）The One Gif[33]

An Introduction to Young Living Essential Oils
- Chao, Sue C. (September 1998). “Effect of a Diffused Essential Oil Blend on Bacterial Bioaerosols”. Journal of Essential Oil Research 10 (5):  517–523. doi:10.1080/10412905.1998.9700958 2016年5月9日閲覧。.
- Chao, Sue C. (September 2000). “Screening for Inhibitory Activity of Essential Oils on Selected Bacteria, Fungi and Viruses”. Journal of Essential Oil Research 12 (5):  639–649. doi:10.1080/10412905.2000.9712177 2016年5月9日閲覧。.
- Horne, Diane (September 2001). “Antimicrobial Effects of Essential Oils on Streptococcus pneumoniae”. Journal of Essential Oil Research 13 (5):  387–392. doi:10.1080/10412905.2001.9712241 2016年5月9日閲覧。.
- Chao, Sue (November 2003). “Composition of the Oils of Three Chrysothamnus nauseousus Varieties”. Journal of Essential Oil Research 15 (6):  425–427. doi:10.1080/10412905.2003.9698630 2016年5月9日閲覧。.
- Chao, Sue (2005). “Inhibition of LPS induced nitric oxide production in murine RAW macrophage-like cells by essential oils of plants”. Journal of the Utah Academy 82:  50-59.
- Chao, Sue (November 2008). “Inhibition of methicillin-resistant Staphylococcus aureus (MRSA) by essential oils”. Flavour and Fragrance Journal 23 (6):  444–449. doi:10.1002/ffj.1904 2016年5月9日閲覧。.